# آدامزویل (آلاباما)
آدامزویل شهری است در ایالت آلاباما در کشور آمریکا.

## مکان
آدامزویل در موقعیت () قرار دارد.
با توجه به اطلاعات اداره آمار آمریکا مساحت آن در حدود ۵۰٫۸ کیلومترمربع است.

## مردم‌شناسی
با توجه به آمار سال ۲۰۰۰ جمعیت آن ۴۹۶۵ نفر، ۱۹۳۰ خانواده در آن ساکن هستند.
تعداد ۲۰۴۲ واحد خانه در هر مساحت تقریبی (۴۰،۲akm²) قرار دارد.
۲۳،۱% درصد از خانواده‌های فرزند زیر ۱۸ سال داشتند که از این تعداد ۵۹،۱% درصد زوج بوده و ۱۳،۵% درصد زنان بدون شوهر و ۲۴،۱% درصد نیز غیر خانواده بودند.
متوسط درآمد یک خانواده در حدود ۴۶،۲۷۰ دلار آمریکا است و زنان درآمد متوسط ۳۶،۱۸۸ دلار آمریکا و مردان درآمد متوسط ۲۲،۲۹۲ دلار آمریکا بدست می‌آورند.